# Mujezierskij
Mujezierskij (ros. Муезерский) – osada typu miejskiego w północno-zachodniej Rosji, na terenie wchodzącej w skład tego państwa Republiki Karelii.
Miejscowość leży w rejonie mujezierskim i stanowi centrum administracyjne tej jednostki podziału terytorialnego.
Mujezierskij zamieszkuje 3969 mieszkańców (1 stycznia 2005 r.), głównie Rosjan.